# 奈良学園中学校・高等学校の人物一覧
奈良学園中学校・高等学校の人物一覧 - （ならがくえんちゅうがっこう・こうとうがっこうのじんぶついちらん）は、奈良学園中学校・高等学校に関係する主な人物の一覧記事。

## 著名な出身者

### 政治（立法）
- 大西健介 - 衆議院議員（愛知13区選出；立憲民主党）

### 行政
- 猪原誠司 - 警察官僚。宮城県警察本部長、警察大学校長

### 法曹
- 戸田泉 - 弁護士、投資家

### 学術
- 中西泰人 - 工学者、慶應義塾大学環境情報学部教授。
- 久野潤 - 艦内神社の研究者、皇學館大学講師
- 西田亮介 - 社会学者、東京工業大学准教授、元立命館大学准教授

### 経済・実業
- 渡部恒郎 - M&Aコンサルタント
- 辻子依旦 - 実業家、レーシングドライバー、馬主

### 文芸
- 中村安伸 - 俳人
- 円居挽 - 推理作家

### 音楽
- 兼松衆 - 作曲家、編曲家、ピアニスト

### 舞台芸術・芸能
- 明松功 - フジテレビプロデューサー。カガリPの愛称で知られる。
- 千秋 - ミュージシャン、DEZERTのボーカル・ギター
- らいおんまる - お笑いトリオさーくるらいおんのメンバー、プロデューサー。本名、佐竹祥史
- 大垣知哉 - シンガーソングライター、俳優

### スポーツ
- 鐘ヶ江幸治 - 日本の陸上競技選手、航空技術者、機械研究者。箱根駅伝第80回大会（2004年）で5区区間賞を獲得し、金栗四三杯も受賞した。